# Équipe de Trinité-et-Tobago féminine de football
Cet article traite de l'équipe féminine. Pour l'équipe masculine, voir Équipe de Trinité-et-Tobago de football.
Maillots
L'équipe de Trinité-et-Tobago féminine de football est l'équipe nationale qui représente Trinité-et-Tobago dans les compétitions internationales de football féminin. Elle est gérée par la Fédération de Trinité-et-Tobago de football.

## Classement FIFA
| Année               | 2003 | 2004 | 2005 | 2006 | 2007 | 2008 | 2009 | 2010 | 2011 | 2012 | 2013 | 2014 | 2015 | 2016 | 2017 | 2018 |
| ------------------- | ---- | ---- | ---- | ---- | ---- | ---- | ---- | ---- | ---- | ---- | ---- | ---- | ---- | ---- | ---- | ---- |
| Classement mondial  | 40   | 39   | 39   | 39   | 44   | 41   | 92   | 43   | 48   | 48   | 46   | 45   | 48   | 46   | 48   | 58   |
| Classement Concacaf | 4    | 4    | 4    | 4    | 4    | 4    |      | 5    | 5    | 5    | 5    | 5    | 5    |      | 5    |      |

## Palmarès
Les Trinidadiennes ont participé à 11 phases finales du Championnat féminin de la CONCACAF, terminant troisièmes en 1991. Elles n'ont jamais disputé de phase finale de Coupe du monde ou des Jeux olympiques.
Elles ont remporté la Coupe caribéenne féminine des nations (en) en 2014.

## Joueuses emblématiques
- Kennya Cordner (internationale depuis 2006)
- Mariah Shade (internationale depuis 2010)